# 長門佐季
長門 佐季（ながと さき、1970年 - ）は、神奈川県立近代美術館館長。

## 経歴
神奈川県横浜市生まれ。聖心女子大学文学部哲学科卒業。
1993年から神奈川県立近代美術館に勤務。同館学芸員、主任学芸員を経て2018年から企画課長を務めた。
専門は近代日本美術。

## 企画
- 「麻生三郎展」（1995年）[5]
- 「彫刻の理想郷（アルカディア）－イタリア・チェレからの贈りもの」（1999年）[6]
- 「シャルロット・ペリアンと日本」（2011年）

- 「生誕百年 松本竣介展」（2012年）[7]
- 「鎌倉からはじまった。Part 1～Part 3」（2015年 - 2016年）[8]
- 「生誕110年／没後90年 関根正二展」（2019年）
- 「堀内正和展　おもしろ楽しい心と形」（2019年）[9]
- 「生誕110年 香月泰男展」（2021年）[10]
- 「吉村弘 風景の音 音の風景」（2023年）[11]